# Józef Jurek
Józef Jurek (ur. 4 lipca 1888 w Krępie, zm. 9 lutego 1967 w Poznaniu) – polski działacz społeczny, polityk ruchu ludowego.
Animator ruchu śpiewaczego w Krępie. Uczestnik wydarzeń Republiki Ostrowskiej i powstania wielkopolskiego.
Współtwórca Zjednoczenia Włościan, od 1920 wraz z ZW w PSL „Piast”. W 1928 uczestniczył w secesji ZW z PSL „Piast”. Założyciel Włościanina (organ prasowy  PSL „Piast”).
Powszechnie szanowany w Poznaniu jako społecznik. Po wojnie w PSL i w ZSL.
Uhonorowany ulicami swojego imienia w Ostrowie Wielkopolskim i w Poznaniu.